# Ogonna Nnamani
Ogonna Nneka Nnamani, född 29 juli 1983 i Bloomington i Illinois, är en amerikansk volleybollspelare. Nnamani blev olympisk silvermedaljör i volleyboll vid sommarspelen 2008 i Peking.

## Klubbar
- Stanford Cardinal (2001–2004)
- Pinkin de Corozal (2004–2006)
- Rebecchi Cariparma Piacenza (2006)
- Voléro Zürich (2006–2007)
- Asystel Novara (2007–2008)
- Galatasaray (2008–2009)
- VK Prostějov (2009–2010)